# Peter Luger Steak House

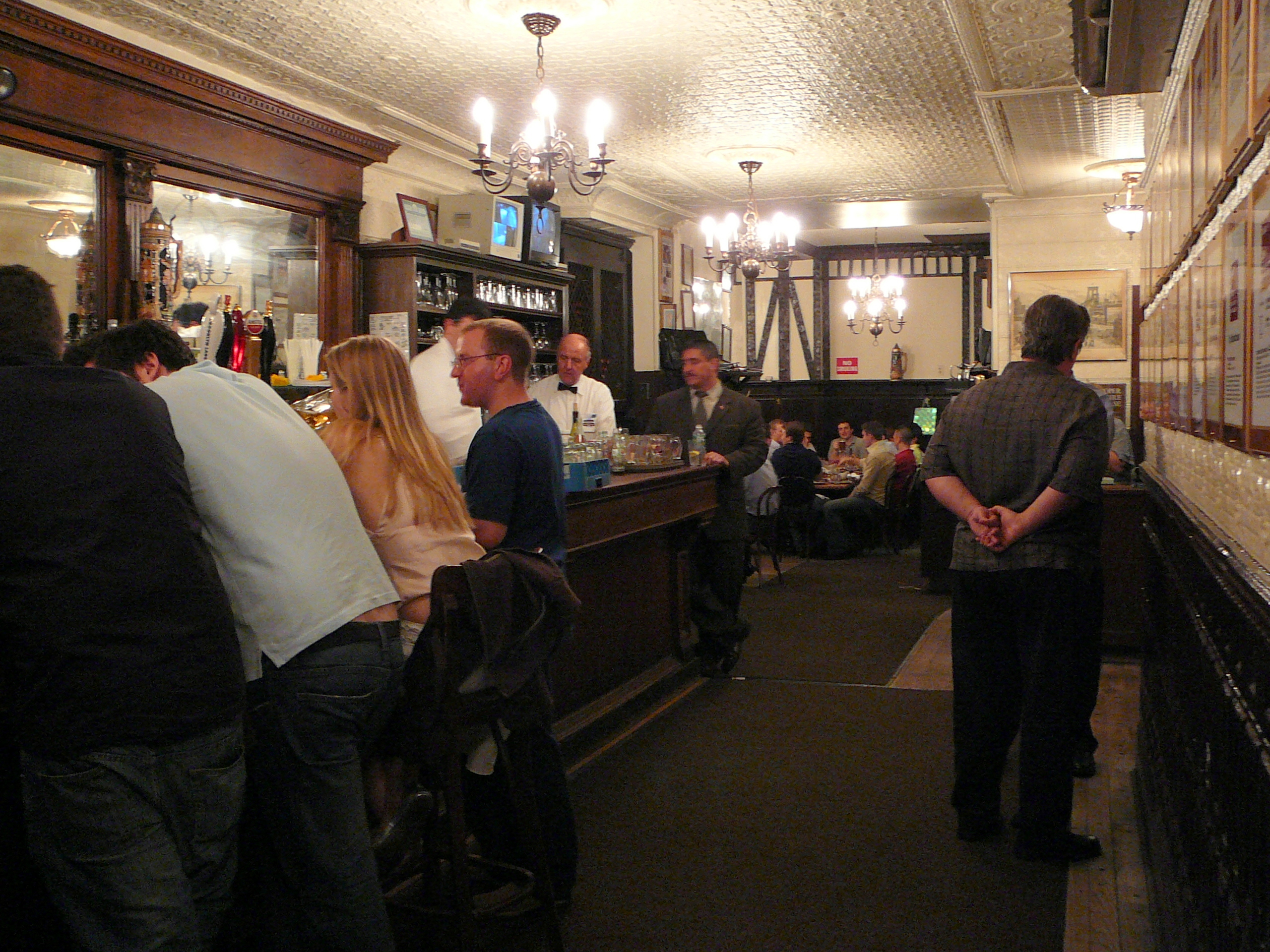
Interior del Peter Luger en Brooklyn, NY.

Peter Luger Steak House es un restaurante tipo steakhouse ubicado en el sector Williamsburg de la ciudad de Nueva York y con un segundo local en Great Neck, Nueva York, en Long Island.
A Peter Luger se le considera con frecuencia el mejor steakhouse de Nueva York por la exigente prensa especializada en ocio y restauración. El local de Brooklyn es  notorio por su bar y su larga barra en madera original y por su salón comedor de aires germánicos: vigas de madera expuestas, revestimiento en madera de roble pulido, arañas de bronce pendiendo del techo y la presencia constante de cervezas sobre las mesas del salón. Actualmente, este local está calificado con una estrella en la guía Michelín. En el 2002 fue incluido en la lista "America's Classics", elaborada por la James Beard Foundation.  
El restaurante solo acepta el pago en efectivo, cheques regalo Peter Luger o con la tarjeta de crédito Peter Luger.

## Historia
El local de Brooklyn fue fundado por Peter Luger en 1887 bajo el nombre de "Carl Luger's Café, Billiards and Bowling Alley" (Café, Billar y Bolera de Carl Luger) en un barrio de predominante presencia germano-americana y que poco tiempo después quedaría a la sombra del Puente de Williamsburg.
En 1950, los descendientes de los propietarios originales, subastaron el restaurante que fue adquirido por Sol Forman a un precio increíblemente bajo. Su nieto, Jody Storch, es en la actualidad quien compra la carne para el restaurante. 
En 1984, el local de Great Neck cerró tras los graves daños provocados por un incendio. Reabrió un año y medio después, en 1986. 
Entre los actuales propietarios se encuentra Amy Rubenstein, esposa del famoso abogado y experto en relaciones públicas Howard Rubenstein, cuyo despacho cuenta entre sus clientes a George Steinbrenner, Rupert Murdoch y Donald Trump. A través de su historia, el local ha sido frecuentado por celebridades tales como James Cagney, Alfred Hitchcock, Robert De Niro, y Henry Kissinger.

## Menú

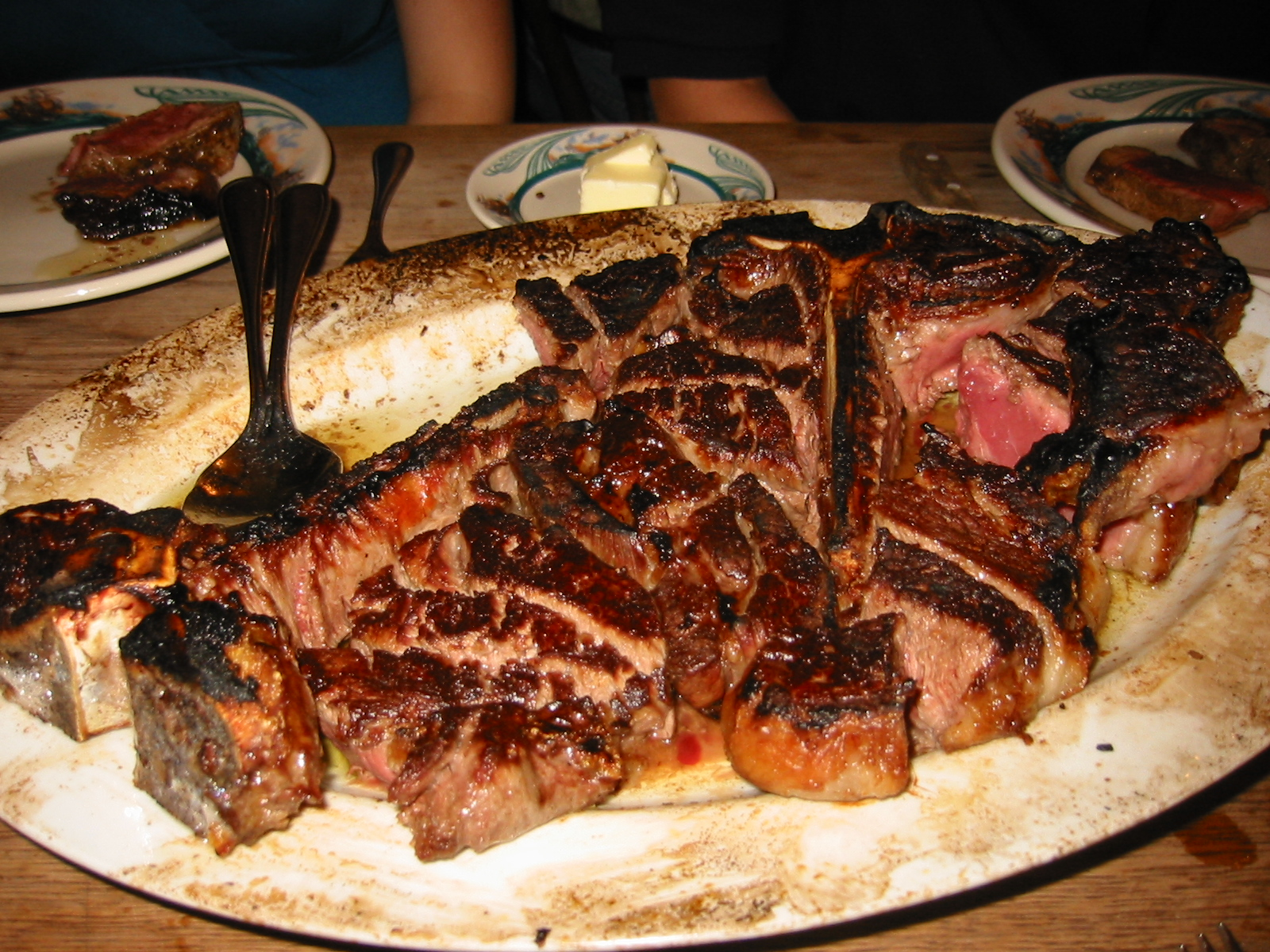
Carne para cuatro, poco hecha, servida en Peter Luger, de Brooklyn, NY.

La carta del Peter Luger resulta breve, incluso para un restaurante de este tipo. Presenta un marcado énfasis en el porterhouse steak clasificados no por el tipo de corte sino de acuerdo a su tamaño, numerados del uno al cuatro. 
</ref>  Además, incluye otros platos como rib steak (filete de costilla) de cordero, pescado fresco de temporada y un menú selecto para comidas que va cambiando cada día. El restaurante presenta otros platos complementarios como cóctel de gambas, ensalada de tomates y cebollas servido con salsa para carnes (steak sauce) patatas fritas a la francesa o estilo germano, cremas de espinacas, brócolis, aros de cebollas, bacon (panceta) extrafino y postres variados.
Los filetes se sirven cortados previamente, sobre un plato inclinado para facilitar el drenaje de los jugos de la carne. 
Se sirven filetes previamente cortados en un plato inclinado de modo que los jugos salgan hacia abajo. Además, los bordes de los platos se calientan a aproximadamente a 205 °C (400 grados Fahrenheit), lo que permite a los comensales cocinar su carne aún más si lo desean. Peter Luger también sirve hamburguesas, que sólo están disponibles para en las comidas (almuerzo). 
El restaurante posee su propia receta de salsa steak, a medio camino entre el sabor de la salsa cóctel y la salsa steak tradicional.  El restaurante distribuye esta salsa bajo pedido, a través de tiendas minoristas autorizadas, distribuidas por toda el área metropolitana de Nueva York.

## Otras filiales de Peter Luger
Varios camareros, que han pasado por el Peter Luger, han terminado abriendo sus propios steakhouse con menús modelados según el patrón del restaurante original.
- Wolfgang Zwiener fundó la Wolfgang's Steakhouse con dos locales Manhattan, otro en Beverly Hills y un cuarto steakhouse en Waikiki[3]
- Ben y Jack Sinanaj  crearon el Ben & Jack's Steakhouse, con dos restaurantes en Manhattan[4]
- Robert Dickert, bisnieto de Carl Luger, salió de New York para abrir el steakhouse Great Uncle Peter's, cerca de Scranton, Pennsylvania[5]
- MarkJoseph Steakhouse se creó en el 2000 y está ubicado en el Bajo Manhattan
- Charlie Blair y Joe Perrone fundaron el Blair Perrone Steakhouse en Manhattan, actualmente cerrado.[6]